# Mišji Dol
Mišji Dol – wieś w Słowenii, w gminie Šmartno pri Litiji. W 2018 roku liczyła 34 mieszkańców.